# Haruna (couraçado)
O Haruna (榛名) foi um navio de guerra operado pela Marinha Imperial Japonesa e a quarta e última embarcação da Classe Kongō, depois do Kongō, Hiei e Kirishima. Sua construção começou em março de 1912 nos estaleiros da Kawasaki em Kobe como um cruzador de batalha e foi lançado ao mar dezembro do ano seguinte, sendo comissionado na frota em abril de 1915. Era armado com uma bateria principal de oito canhões de 356 milímetros, possuía inicialmente um deslocamento de mais de 27 mil toneladas e conseguia alcançar uma velocidade máxima de 27 nós.
O navio passou seus primeiros anos patrulhando as águas perto da China durante a Primeira Guerra Mundial, porém pouco fez pela década seguinte. Depois disso a embarcação passou por duas grandes reconstruções, a primeira de 1926 até 1928 e segunda entre 1933 e 1934, em que sua blindagem foi reforçada, sua superestrutura reconstruída, seus maquinários substituídos, seus armamentos incrementados com uma defesa antiaérea, entre outras modificações. Estas várias alterações fizeram a Marinha Imperial Japonesa reclassificar o navio como um couraçado.
O Haruna operou perto da costa chinesa na Segunda Guerra Sino-Japonesa e depois teve uma carreira ativa durante a Segunda Guerra Mundial. Ele apoiou as invasões das Índias Orientais Holandesas e da Malásia e participou das batalhas de Midway e Guadalcanal em 1942, enquanto no ano seguinte movimentou-se entre diversas bases e fez surtidas em resposta a ataques de porta-aviões norte-americanos. Em 1944, o navio lutou nas batalhas do Mar das Filipinas e do Golfo de Leyte. O Haruna foi afundado por ataques aéreos em 28 de julho de 1945 e depois desmontado.

## Características

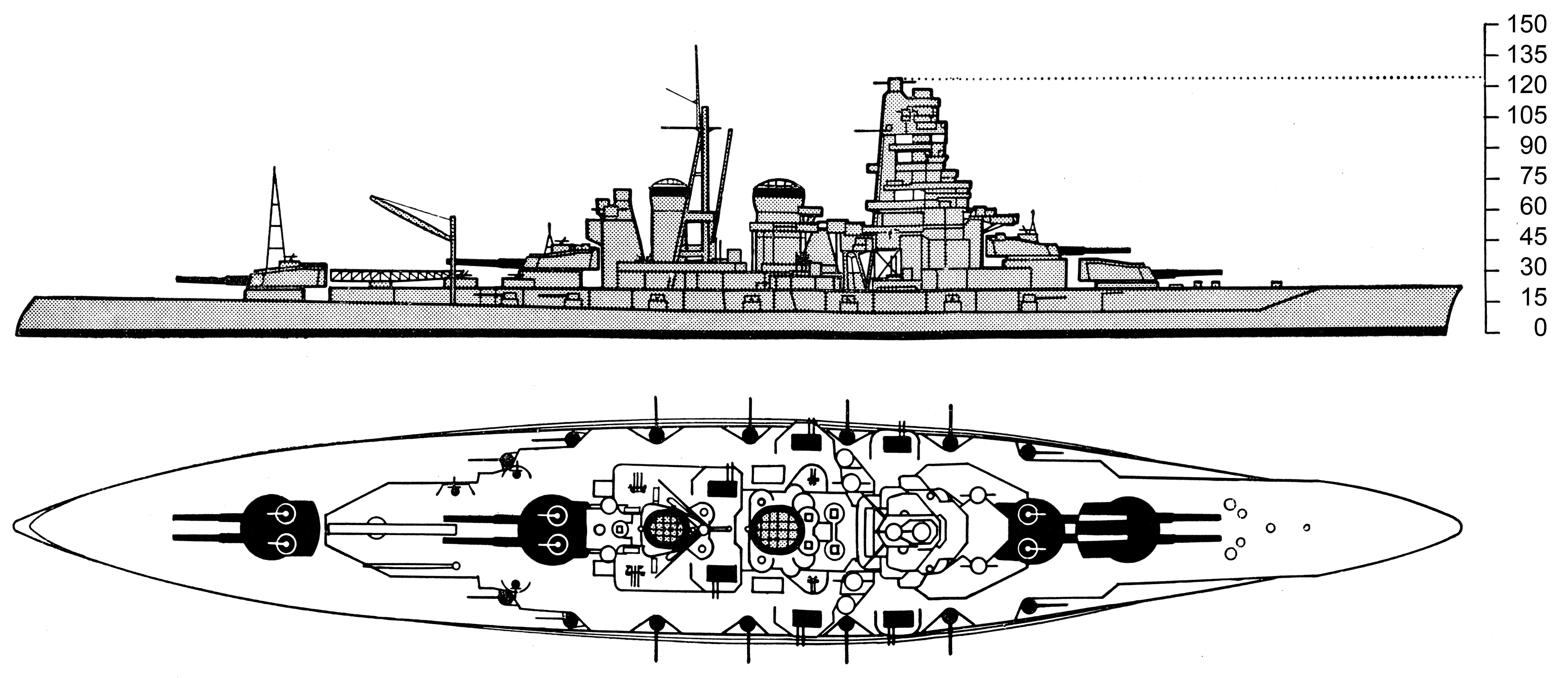
Desenho da Classe Kongō após suas modernizações para couraçados

O Haruna foi o quarto cruzador de batalha da Marinha Imperial Japonesa. A Classe Kongō era tão grande, cara e bem armada quanto um couraçado, mas abria mão de proteção por uma velocidade maior. Foram projetados pelo engenheiro britânico George Thurston e encomendados em 1910 no Decreto de Expansão Naval Emergencial em resposta ao britânico HMS Invincible. A classe foi projetada para se igualar aos cruzadores de batalha de outras grandes potências navais. O tamanho de seus canhões principais e o nível da proteção de sua blindagem, que compunha 23,3 por cento de seu deslocamento em 1913, eram muito superiores a de todos os outros navios capitais japoneses da época.
Como construído, o Haruna tinha 214,58 metros de comprimento de fora a fora, boca de 28,04 metros, calado de 8,22 metros e deslocamento normal de 27 384 toneladas. Seu sistema de propulsão tinha 36 caldeiras Kampon que impulsionavam duas turbinas a vapor Brown-Curtis, cada uma girando duas hélices, projetadas para produzirem 65,2 mil cavalos-vapor (48 mil quilowatts) de potência. O Haruna era capaz de alcançar uma velocidade máxima 27,5 nós (50,9 quilômetros por hora). Ele carregava até 4,3 mil toneladas de carvão mais mil toneladas de óleo combustível que era borrifado sobre o carvão com o objetivo de aumentar sua taxa de queima, o que proporcionava um alcance de oito mil milhas náuticas (quinze mil quilômetros) a uma velocidade de catorze nós (26 quilômetros por hora).
A bateria principal do Haruna consistia em oito canhões de 356 milímetros. Estes eram montados em quatro torres de artilharia duplas, duas na proa e duas na popa. Seus armamentos secundários originalmente tinham dezesseis canhões de 152 milímetros/50 calibres montados em casamatas a meia-nau, além de oito canhões de 76 milímetros. O navio também foi equipado com com oito tubos de torpedo submersos de 533 milímetros. O cinturão de blindagem superior tinha 152 milímetros de espessura, enquanto o cinturão inferior tinha espessura de 203 milímetros, com eles se afinando para 76 milímetros próximo da proa e da popa. O convés era protegido por uma blindagem que ia desde 38 milímetros até setenta milímetros de espessura. As torres de artilharia tinham placas de blindagem de até 229 milímetros de espessura. Por fim, a proteção da torre de comando chegava em até 229 milímetros de espessura.

## História

### Início de carreira

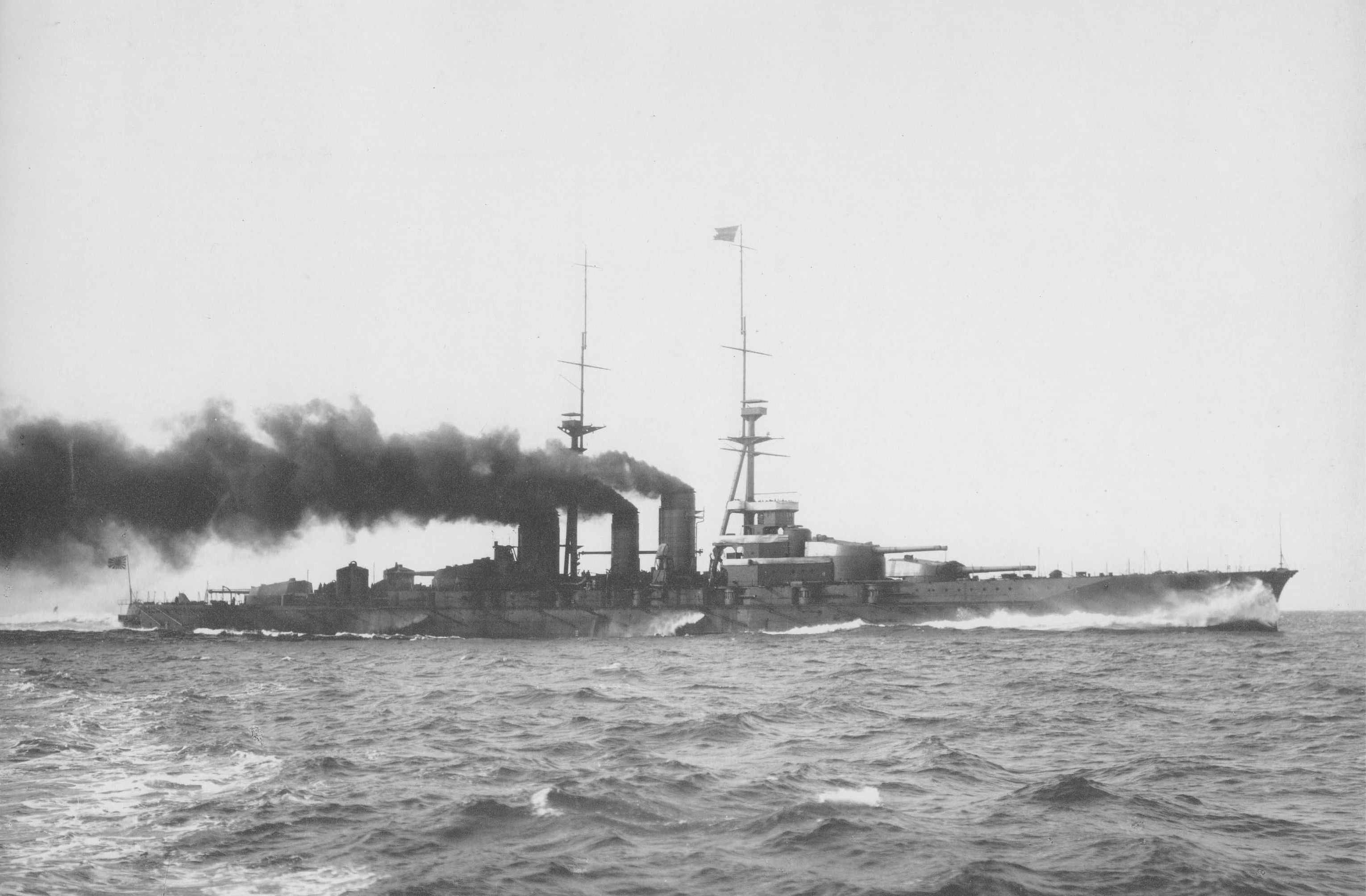
O Haruna durante seus testes marítimos em 23 de janeiro de 1915

O batimento de quilha do Haruna ocorreu no dia 16 de março de 1912 nos estaleiros da Kawasaki em Kobe. A maioria dos componentes usados na construção foram produzidos no Japão. Devido a uma escassez de rampas de lançamento disponíveis, o Haruna e o Kirishima foram os primeiros navios capitais da Marinha Imperial construídos por estaleiros japoneses particulares. Seu lançamento ocorreu em 14 de dezembro de 1913 e a equipagem começou no início de 1914. O capitão Funakoshi Kajishiro foi designado como seu oficial chefe encarregado da equipagem. O Haruna foi finalizado em 19 de abril de 1915 e comissionado no mesmo dia. Passou oito meses em testes e foi designado em 13 de dezembro para a Divisão de Couraçados 3. A embarcação deixou Sasebo em 9 de abril de 1916 para uma patrulha de dez dias pelo Mar da China Oriental. Foi colocado na reserva em 1º de dezembro de 1917.
O Haruna estava realizando exercícios de artilharia próximo de Hokkaido no dia 12 de setembro de 1920 junto com seus irmãos e outros navios quando uma explosão de retrocarga destruiu o canhão de estibordo da primeira torre de artilharia principal, matando sete tripulantes, ferindo oito e danificando seriamente o teto blindado da torre. A Marinha Imperial conduziu uma investigação que concluiu que um estopim defeituoso acendeu os sacos de pólvora dentro da culatra, detonando o projétil enquanto ainda estava no canhão. A torre foi consertada no Arsenal Naval de Yokosuka e a elevação máxima de todos os canhões principais foi aumentada em sete graus. O navio voltou para a reserva três meses depois.
A assinatura do Tratado Naval de Washington em 6 de fevereiro de 1922 limitou o tamanho da Marinha Imperial para uma razão de 5:5:3 com Reino Unido e Estados Unidos, significando que os japoneses poderiam ter três navios capitais para cada cinco dos britânicos e norte-americanos. Isto ocorreu porque o Japão estava limitado a um único oceano, enquanto os outros tinha acesso a dois. O Japão mesmo assim ficou com mais navios que França e Itália. O tratado também proibiu a construção de novos navios capitais até 1931, com nenhuma embarcação podendo exceder 36 mil toneladas de deslocamento. Foi permitido que navios capitais existentes fossem aprimorados com protuberâncias antitorpedo e conveses blindados, contanto que essas modificações não excedessem três mil toneladas. Na época que o tratado foi totalmente implementado, o Japão tinha três classes de navios capitais da época da Primeira Guerra Mundial: os cruzadores de batalha da Classe Kongō e os couraçados das classes Fusō e Ise.

### Reconstrução

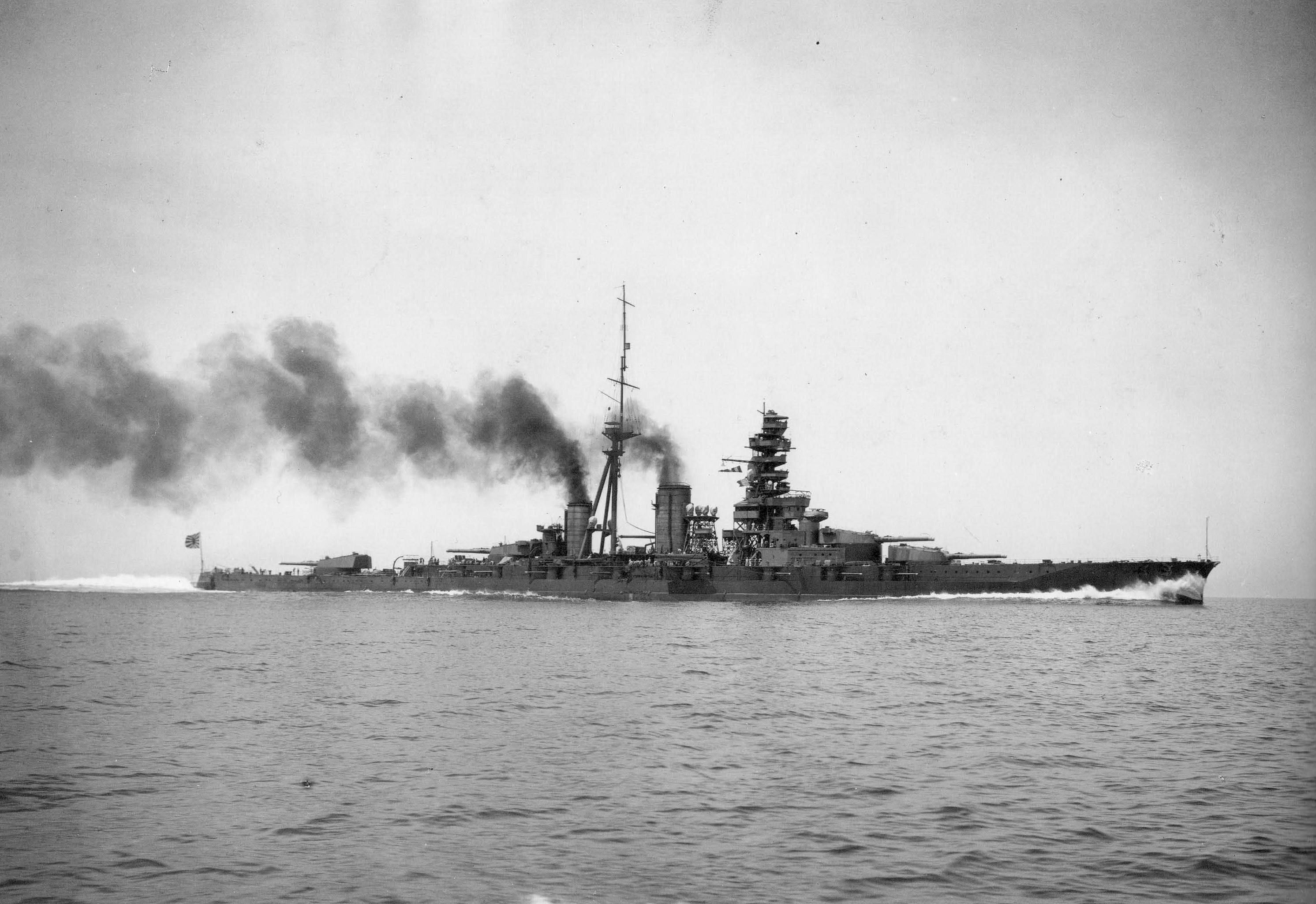
O Haruna em 25 de maio de 1928

A Marinha Imperial, impedida de construir novos navios capitais, decidiu aprimorar e reconfigurar suas embarcações já existentes. O Haruna entrou em uma doca seca do Arsenal Naval de Yokosuka em julho de 1926 para se tornar o primeiro navio japonês a passar por um grande processo de modernização e reconstrução. Sua blindagem horizontal sobre os depósitos de munição e sala de máquinas foi fortalecida, espaços internos foram ampliados e protuberâncias anti-torpedo foram adicionadas na linha d'água, como permitido pelo Tratado Naval de Washington. Ele também foi modificado para acomodar três hidroaviões. Suas 36 caldeiras originais foram removidas e substituídas por dezesseis novas caldeiras Kampon, enquanto novas turbinas a vapor foram instaladas. A chaminé dianteira foi removida e a segunda chaminé foi alargada e aumentada. As modificações no seu casco aumentaram o peso da blindagem em quatro mil toneladas, violando os termos do Tratado Naval de Washington. O Haruna passou a ser capaz de alcançar uma velocidade máxima de 29 nós (54 quilômetros por hora), sendo reclassificado em julho de 1928 como um couraçado.
O Haruna foi designado em 10 de dezembro de 1928 para a Divisão de Couraçados 4 na capacidade de navio especial do imperador Hirohito. Pelo ano seguinte a embarcação operou entre Sasebo, Ryojun e o Mar da China Oriental. Nobuhito, Príncipe Takamatsu e irmão mais novo de Hirohito,  foi designado em 1.º de fevereiro de 1929 para a tripulação do couraçado. O Haruna foi transferido em 20 de novembro para a Divisão de Couraçados 1 e foi colocado na reserva em 1.º de dezembro de 1930. O Tratado Naval de Londres, assinado em 22 de abril, havia colocado ainda mais restrições nas forças navais dos cinco países signatários, incluindo o Japão. Vários dos couraçados mais antigos e obsoletos da Marinha Imperial foram descartados e a proibição da construção de novos navios capitais foi ampliada até 1937.
O navio transportou Hirohito em 8 de novembro de 1931 para uma visita oficial para a prefeitura de Kumamoto, dois meses depois da invasão japonesa da Manchúria. A Sociedade das Nações estabeleceu em 25 de fevereiro de 1933 que a invasão da Manchúria tinha violado a soberania chinesa. O Japão se recusou a aceitar o julgamento e saiu da organização no mesmo dia. Os japoneses também renunciaram de seus compromissos com o Tratado Naval de Washington e o Tratado Naval de Londres, dessa forma eliminando todas as restrições sobre o número e tamanho de seus navios de guerra. O Haruna foi designado para a Divisão de Couraçados 1 em 20 de maio.

### Pré-guerra

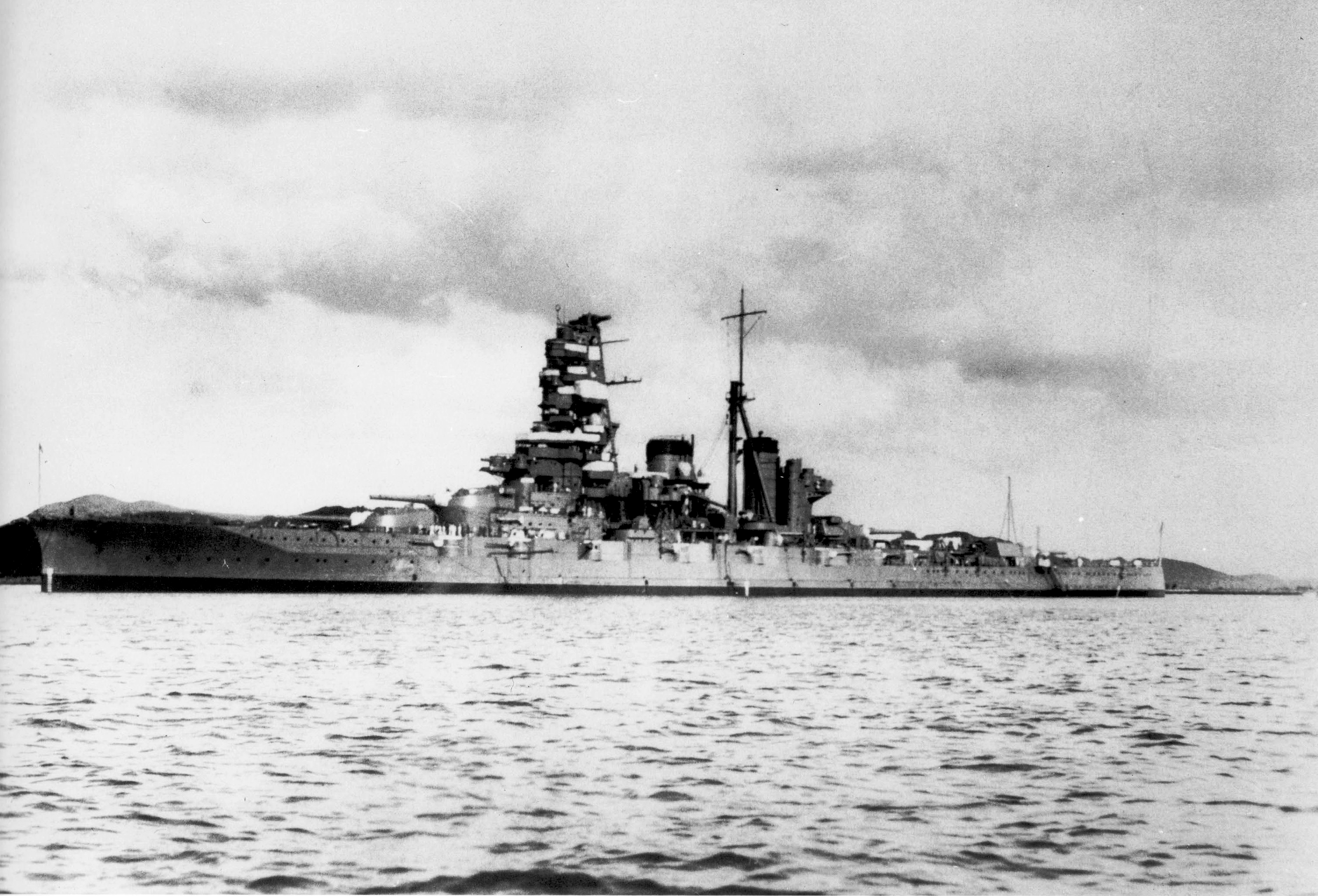
O Haruna em 1935

O Haruna entrou em uma doca seca do Arsenal Naval de Kure em 1.º de agosto de 1933 em preparação para aprimoramentos que permitiriam que ele operasse junto com a frota de porta-aviões. Sua popa foi alongada em 7,9 metros, enquanto sua superestrutura foi reconstruída no estilo mastro pagode para permitir a instalação de novos equipamentos. Suas caldeiras foram removidas e substituídas por onze novas caldeiras Kampon, também recebendo novos modelos de turbinas a vapor. Uma catapulta de lançamento e trilhos foram instalados para permitir a operação de hidroaviões de reconhecimento Nakajima E8N e Kawanishi E7K.
Sua blindagem foi bastante aprimorada. O cinturão principal foi fortalecido para uma espessura uniforme de 203 milímetros, enquanto anteparas diagonais a profundidas de 127 a 203 milímetros também foram adicionadas para reforçar o cinturão de blindagem. As proteções das torres de artilharia principais foram fortalecidas para 254 milímetros, com 102 milímetros de blindagem sendo instalados em partes do convés. A blindagem das áreas próximas dos depósitos de munição também foi fortalecida para cem milímetros. A reconstrução foi finalizada em 30 de setembro de 1934. Suas reformas aumentaram sua velocidade máxima para 30,5 nós (56,5 quilômetros por hora), mesmo com um significativo aumento de deslocamento, com a Marinha Imperial reclassificando o Haruna como um couraçado rápido.
O navio foi designado em 1º de junho de 1936 para a Divisão de Couraçados 3. O Haruna realizou treinamentos de artilharia e patrulhas pelo litoral chinês no decorrer de 1937, principalmente próximo de Tsingtao. O Japão declarou guerra contra a China oficialmente em 7 de julho de 1937, iniciando a Segunda Guerra Sino-Japonesa. A embarcação transportou forças do Exército Imperial Japonês um mês depois para a China em preparação para campanhas contra os Nacionalistas Chineses. O Haruna voltou para a reserva em 1.º de dezembro. Ele foi designado um "navio de serviço especial" em 15 de novembro de 1940 e cinco meses depois retornou para a Divisão de Couraçados 3.

### Segunda Guerra

#### Primeiros anos
O Haruna e seu irmão Kongō deixaram o ancoradouro da Ilha Hashira em 19 de novembro de 1941 para participarem dos estágios iniciais da Guerra do Pacífico como parte do Corpo Principal da Força Sul, sob o comando do vice-almirante Nobutake Kondō. O Corpo Principal chegou no litoral sul da Tailândia e norte do da Malásia em 4 de dezembro de 1941, em preparação para a invasão de ambos que começou quatro dias depois. A Força Z britânica, que consistia no couraçado HMS Prince of Wales e no cruzador de batalha HMS Repulse, foi rapidamente derrotada por aeronaves japoneses decoladas da Indochina Francesa e o Haruna recuou da área. Seu grupo de batalha depois partiu da Indochina por três dias em meados a fim de proteger um comboio de reforços viajando para a Malásia, fazendo o mesmo no dia 18 com o objetivo de dar cobertura para os desembarques do Exército Imperial no Golfo de Lingayen, nas Filipinas. O Corpo Principal deixou a Baía de Cam Ranh no dia 23 e chegou em Taiwan dois dias depois.

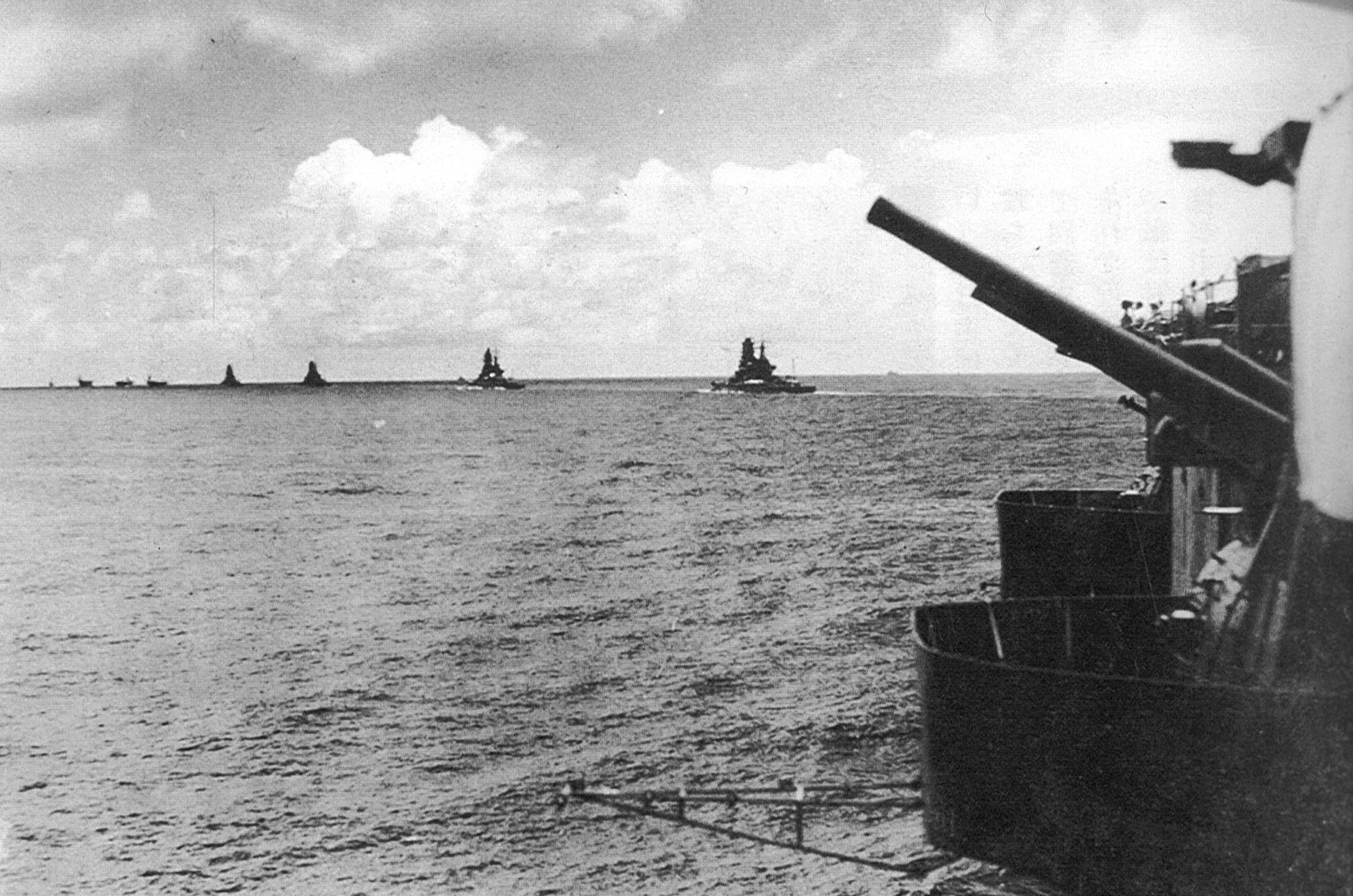
A força japonesa seguindo para o Oceano Índico em 30 de março de 1942; o Haruna é o penúltimo navio da linha

A força de Kondō chegou em Palau em 18 de janeiro de 1942 com dois porta-aviões a fim de dar cobertura para a invasão de Bornéu. O Haruna, o cruzador pesado Maya e os porta-aviões Sōryū e Hiryū operaram ao leste de Mindanau até 18 de fevereiro, quando o Corpo Principal foi se preparar para a Operação J, a invasão das Índias Orientais Holandesas. A Divisão de Couraçados 3 proporcionou cobertura para ataques aéreos contra Java no dia 25. O Haruna  bombardeou a Ilha Natal em 7 de março e então retornou para a Baía de Staring para quinze dias de manutenção e descanso. A embarcação juntou-se a cinco porta-aviões em abril para um ataque contra Colombo e Trincomalee, no Ceilão. Os cruzadores pesados britânicos HMS Dorsetshire e HMS Cornwall foram afundados por ataques aéreos em 5 de abril e os japoneses em seguida moveram-se para localizar o restante da Frota Oriental britânica. Um dos aviões de reconhecimento do Haruna avistou o porta-aviões HMS Hermes no dia 9 e ele foi afundado por ataques aéreos no mesmo dia. A Divisão de Couraçados 3 retornou para o Japão em 23 de abril e o Haruna ficou em conserto e reforma até maio.
O Haruna e o Kirishima partiram em junho como parte da 1.ª Frota Aérea para atacarem o Atol Midway, proporcionando escolta para os quatro porta-aviões sob o comando do vice-almirante Chūichi Nagumo. Na resultante Batalha de Midway de 4 de junho, o navio foi atacado por vários bombardeiros de mergulho, porém não foi atingido e conseguiu abater cinco aeronaves inimigas. No dia seguinte resgatou sobreviventes dos porta-aviões afundados e então retornou para o Japão. Ele permaneceu em águas japonesas até setembro, tendo passado por pequenas reformas em agosto. O Haruna foi transferido para Truk em 6 de setembro junto com a Divisão de Couraçados 3 e quatro dias depois partiu sob o comando de Kondō para as Ilhas Salomão, retornando no dia 20.
O Exército Imperial decidiu reforçar suas tropas na Campanha de Guadalcanal após a Batalha do Cabo Esperança. O almirante Isoroku Yamamoto enviou o Haruna, o Kongō um cruzador rápido e nove contratorpedeiros para bombardearem a base americana de Campo Henderson, impedindo que seus comboios fossem atacados por aeronaves. Os couraçados, por sua velocidade, podiam bombardear o campo de pouso e recuar antes de serem alvos de ataques aéreos vindos de bases em terra ou de porta-aviões. Os dois navios bombardearam Henderson na noite de 13 e 14 de outubro de uma distância de quinze quilômetros, disparando 973 projéteis explosivos de 356 milímetros. Foi a ação japonesa com couraçados mais bem-sucedida da guerra, tendo danificado as duas pistas de pouso, destruído quase todo o combustível de avião, destruído ou danificado 48 das noventas aeronaves e matado 41 fuzileiros. Um grande comboio de suprimentos e reforços desembarcou em Guadalcanal no dia seguinte.
O Haruna foi atacado por um Consolidated PBY Catalina em 26 de outubro na Batalha das Ilhas Santa Cruz, porém não foi atingido. A embarcação e outros navios proporcionaram uma cobertura distante em meados de novembro para uma tentativa fracassada de bombardear Henderson e entregar novos reforços em Guadalcanal. O Hiei e o Kirishima foram afundados na Batalha Naval de Guadalcanal entre 13 e 15 de novembro e a Divisão de Couraçados 3 voltou para Truk, onde permaneceu pelo restante do ano.

#### Entre bases
O couraçado não enfrentou inimigos em 1943. Ele participou no final de janeiro da Operação Ke como parte de uma força de distração e cobertura distante de apoio aos contratorpedeiros que evacuaram as tropas de Guadalcanal. A Divisão de Couraçados 3 foi transferida de Truk para o Distrito Naval de Kure de 15 a 20 de fevereiro. O Haruna entrou ficou uma doca seca entre 11 de março e 1º de abril no Arsenal Naval de Kure para melhoramentos: a remoção de dois canhões de 152 milímetros e adição de seis canhões de 25 milímetros em montagens triplas e uma proteção de concreto perto dos equipamentos de direção na popa.
O Haruna partiu em 17 de maio com a Divisão de Couraçados 3, o Musashi, dois porta-aviões, dois cruzadores e nove contratorpedeiros em resposta à invasão de Attu. O submarino USS Sawfish avistou a força tarefa, porém não conseguiu atacar. As embarcações chegaram em Yokosuka em 22 de maio, juntando-se a mais três porta-aviões e dois cruzadores rápidos. Esta força foi desfeita depois de Attu ser tomada antes que as preparações necessárias para um contra-ataque tivessem sido finalizadas.
A embarcação deixou Truk novamente em 17 de outubro como parte de uma força tarefa de cinco couraçados, três porta-aviões, oito cruzadores pesados, três cruzadores rápidos e vários contratorpedeiros. Eles partiram em resposta aos ataques aéreos norte-americanos contra a Ilha Wake. As duas forças não se avistaram e os japoneses retornaram para Truk no dia 26 e pouco depois para o Japão. O Haruna chegou em Sasebo em 16 de dezembro para manutenção e treinamentos no Mar Interior de Seto.

#### Últimas ações
A Divisão de Couraçados 3 partiu de Kure em 8 de março e chegou em Lingga no dia 14, realizando treinamentos até 11 de maio. No mesmo dia o navio seguiu para Tawi-Tawi junto com a Força Móvel do vice-almirante Jisaburō Ozawa, onde juntaram-se com a Força C do vice-almirante Takeo Kurita. A Força Móvel seguiu para as Ilhas Marianas em 13 de junho. Na resultante Batalha do Mar das Filipinas em 20 de junho, o Haruna escoltou porta-aviões rápidos e foi atingido por duas bombas de meia tonelada jogadas por aeronaves norte-americanas. Ele voltou para o Japão e entrou em uma doca seca de Kure para reparos e manutenção, sendo transferido em agosto para Lingga.
O navio deixou Lingga em outubro em preparação para a Operação Shō-Gō, um contra-ataque japonês que resultou na Batalha do Golfo de Leyte no final do mês, a maior batalha naval da história. O Haruna foi levemente danificado em 24 de outubro na Batalha do Mar de Sibuyan por fragmentos de quase acertos norte-americanos. No dia seguinte, na Batalha de Samar, o couraçado fez parte da Força Central de Kurita e enfrentou os navios da Força Tarefa 77 norte-americana, um grupo de porta-aviões de escolta e contratorpedeiros. Ele acertou de raspão dois porta-aviões de escolta com sua bateria principal e em seguida precisou desviar de torpedos lançados por contratorpedeiros inimigos. Os norte-americanos montaram uma defesa ferrenha e conseguiram afundar três cruzadores pesados japoneses, com Kurita escolhendo recuar.
O Haruna retornou para Brunei e Lingga a fim de passar por reparos. Ele encalhou em um recife de coral no dia 22 de novembro próximo de Lingga, sofrendo danos sérios em seus compartimentos estanques e forçando um retorno para Sasebo, onde o casco foi tapado e consertado. Em 2 de dezembro, enquanto retornava para o Japão do Sudoeste Asiático como parte de uma força-tarefa, o couraçado precisou desviar de torpedos disparados por um submarino norte-americano. Outros três submarinos inimigos interceptaram a formação japonesa no dia 9; o USS Sea Devil, USS Plaice e USS Redfish danificaram o porta-aviões Jun'yō e vários dos contratorpedeiros de escolta. O Haruna não foi danificado e chegou em Sasebo no dia seguinte. A embarcação foi transferida para Kure no final do ano para reparos completos e aprimoramentos.

#### Naufrágio

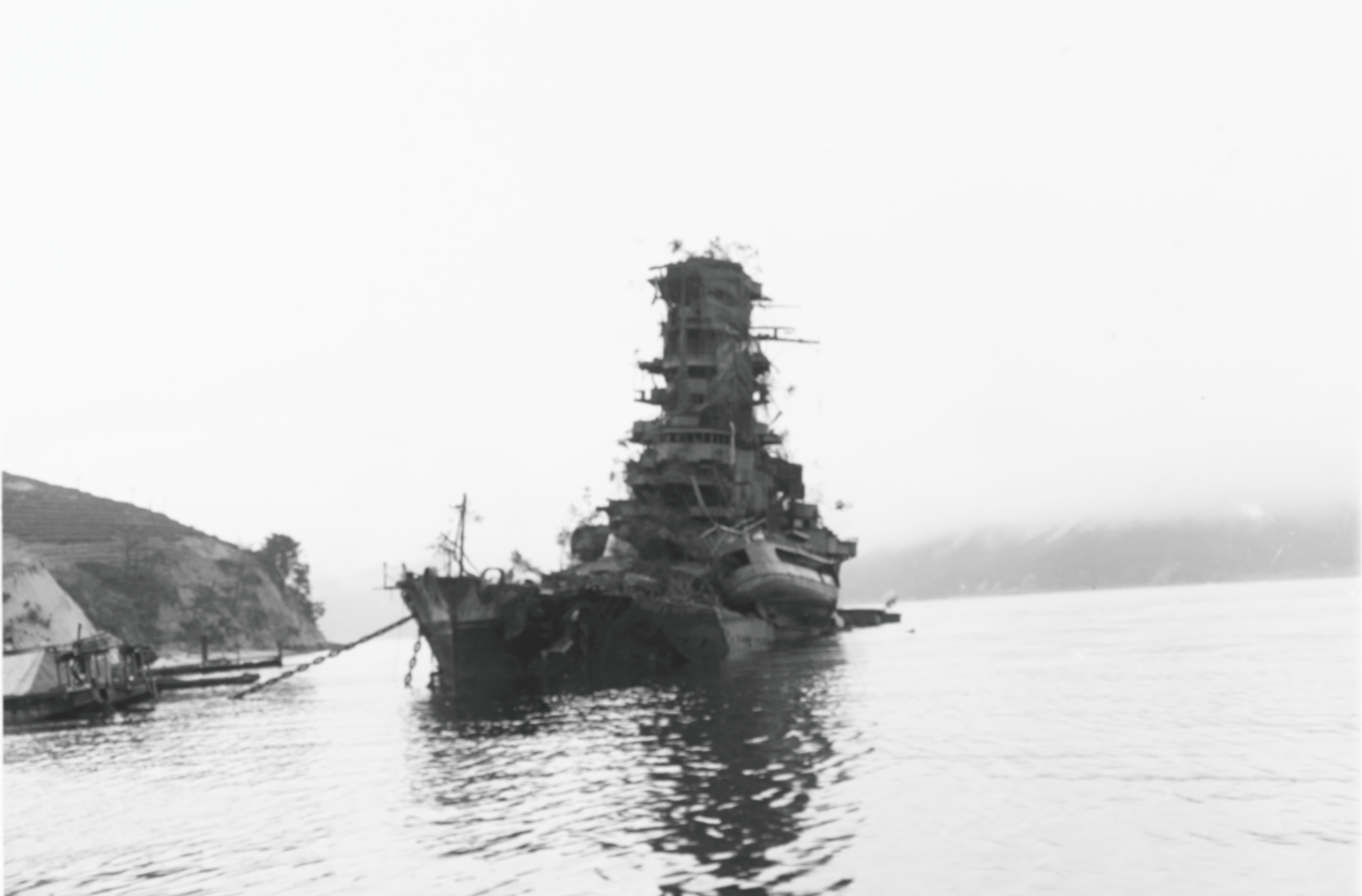
Os destroços parcialmente afundados do Haruna em 8 de outubro de 1945

O navio foi tirado da desativada Divisão de Couraçados 3 em 1.º de janeiro de 1945 e transferido para a Divisão de Couraçados 1. Ele foi designado em 10 de fevereiro para servir no Distrito Naval de Kure. Aeronaves norte-americanas lançadas de porta-aviões atacaram as embarcações restantes da Marinha Imperial atracadas em Kure no dia 19 de março. A base estava sendo defendida por instrutores de aviação veteranos pilotando caças Kawanishi N1K, liderados pelo capitão Minoru Genda, um dos planejadores do Ataque a Pearl Harbor. Os N1K eram superiores em alguns aspectos ao Grumman F6F Hellcat, o principal caça norte-americano. Os japoneses conseguiram surpreender os inimigos e abateram várias aeronaves norte-americanas, conseguindo defender Kure da maior parte do ataque. O Haruna sofreu apenas danos leves de um único acerto de bomba a estibordo, permanecendo no local.
Os norte-americanos lançaram em 24 de julho um novo ataque contra o Distrito Naval de Kure. O couraçado Hyūga foi afundado no mesmo dia, enquanto o Haruna foi atingido por uma única bomba que causou poucos danos. Entretanto, o navio foi atingido por oito bombas em outro ataque quatro dias depois, afundando às 16h15min. Sessenta e cinco oficiais e tripulantes do Haruna foram mortos nestes dois ataques. Os destroços da embarcação foram reflutuados em 1946 e desmontados no decorrer de dois meses.

### Citações
1. 1 2 3 4   «Kongo-class Battleship». Combined Fleet. Consultado em 16 de maio de 2021
2. 1 2 3 4   Gardiner & Gray 1985, p. 234
3. 1 2 3 4 5 6 7 8 9 10 11 12   Jackson 2008, p. 27
4. ↑   Lengerer 2012, p. 145
5. ↑   Lengerer 2012, p. 156
6. ↑   Lengerer 2012, p. 152
7. 1 2   Moore 1990, p. 165
8. 1 2 3 4 5 6 7 8 9 10 11 12 13 14 15 16 17 18 19 20 21 22   Hackett, Bob; Kingsepp, Sander; Ahlberg, Lars (1 de novembro de 2017). «IJN Battleship Haruna: Tabular Record of Movement». Combined Fleet. Consultado em 1 de maio de 2021
9. ↑   Jackson 2000, p. 67
10. ↑   Jackson 2000, p. 68
11. ↑   Jackson 2000, p. 69
12. 1 2 3   Stille 2008, p. 16
13. 1 2   Jackson 2000, p. 72
14. ↑   Willmott 2002, p. 35
15. ↑   Stille 2008, p. 18
16. ↑   McCurtie 1989, p. 185
17. ↑   Willmott 2002, pp. 23–24
18. 1 2 3 4   Stille 2008, p. 19
19. ↑   Willmott 2002, p. 56
20. ↑   Boyle 1998, p. 368
21. ↑   Boyle 1998, p. 370
22. ↑   Willmott 2002, p. 93
23. ↑   Willmott 2002, p. 100
24. 1 2   Schom 2004, p. 382
25. ↑   Swanston & Swanston 2007, p. 220
26. ↑   Swanston & Swanston 2007, p. 223
27. ↑   Willmott 2002, p. 141
28. ↑   Swanston & Swanston 2007, p. 352
29. ↑   Steinberg 1980, p. 49
30. ↑   Boyle 1998, p. 508
31. ↑   Jackson 2000, p. 127
32. ↑   Reynolds 1982, p. 160
33. ↑   Reynolds 1968, p. 338
34. ↑   Jackson 2000, p. 128
35. 1 2   Jackson 2000, p. 129
36. 1 2   Stille 2008, p. 20